# Gil Antônio Moreira
Gil Antônio Moreira (ur. 9 października 1950 w Itapecerica) – brazylijski duchowny katolicki, arcybiskup Juiz de Fora od 2009.

## Życiorys
18 grudnia 1976 otrzymał święcenia kapłańskie i został inkardynowany do diecezji Divinópolis. Przez kilkanaście lat pracował jako duszpasterz parafialny. W latach 1980–1989 był rektorem diecezjalnego seminarium. W 1994 został rektorem seminarium w Campo Grande, zaś trzy lata później objął funkcję podsekretarza Konferencji Episkopatu Brazylii.
14 lipca 1999 został mianowany biskupem pomocniczym diecezji São Paulo, ze stolicą tytularną Turris in Mauretania. Sakry biskupiej udzielił mu 16 października 1999 ówczesny nuncjusz apostolski w Brazylii - Alfio Rapisarda. Jako biskup odpowiadał m.in. za duszpasterstwo powołań, formację diakonów stałych, a także za dobra kulturalne archidiecezji.
7 stycznia 2004 został mianowany ordynariuszem diecezji Jundiaí. 28 stycznia 2009 papież Benedykt XVI mianował go ordynariuszem archidiecezji Juiz de Fora.